# Ion Stoica (bibliotecar)
Ion Stoica (n. 14 ianuarie 1936, Amărăștii de Sus, Dolj) - cadru didactic universitar la Facultatea de Litere a Universității din București, catedra de Biblioteconomie și Știința Informării, bibliolog, poet și prozator. 

## Studii
Ion Stoica a făcut școala primară în comuna natală, apoi Liceul „Carol I” din Craiova (1946-1949) și Liceul din Caracal (1953). Urmează cursurile Facultății de Filologie la Universitatea din București, secția biblioteconomie, absolvită în 1957. A lucrat la Biblioteca Regională București (1957-1960), apoi ca profesor în județul Teleorman (1960-1964), șef de serviciu la Biblioteca Centrală Universitară din București, unde va deveni director adjunct (1969), director (1983) și director general. Doctorat în Filologie cu teza „Biblioteci universitare contemporane. Direcții și tendințe” (1977), la Universitatea din București. Organizează și dezvoltă după 1990 învățământul superior de bibliologie și știința informării la Facultatea de Litere a Universității din București. Este lector (1990-1993), conferențiar (1993-1997), profesor și șef de catedră (1998-2003). 

## Activitatea profesională
Ion Stoica debutează în 1971, cu un articol la „Revista de istorie și teorie literară” și cu versuri la „România literară” (1979), în volum în 1967 cu o biobibliografie a lui Tudor Vianu (redactată în colaborare cu H. Zalis), iar în 1981 cu placheta Casa de vânt. Ion Stoica colaborează la „Contemporanul”, „Luceafărul”, „Tomis”, „Steaua”, „Astra”, „Vatra”, precum și la publicațiile internaționale „Le Journal des poètes” și „Poetry Canada Review”.
Ion Stoica a fost directorul general al Bibliotecii Centrale Universitare în perioada 1983-2003, perioadă în care biblioteca a trecut prin momentele grele, sediul central fiind complet distrus în incendiul din decembrie 1989. Datorită unei mobilizări extraordinare, BCU a traversat o amplă perioadă de refacere sub coordonarea profesorului Ion Stoica, clădirea fiind reconstruită, lărgită și recompartimentată. În anul 1988 primește din partea Republicii Franceze distincția Les Palmes Academiques, iar în anul 2001 i se acordă Ordinul Serviciul Credincios în rang de Cavaler, tot in 2001 începe să fie conducător de doctorate în domeniul Bibliologiei și Științei Informării la Facultatea de Litere a Universității din București.
În anul 2002, la Constanța, primește premiul I la Salonul Național de Poezie. Din 1984 devine membru al Uniunii Scriitorilor din România, în 1990-1998 Președinte a Asociației Bibliotecarilor din Învățământ- România (ABIR), 1995-2002 Președinte al Consiliului Național al Bibliotecilor din Învățământ (CNBI), 2002-2003 Membru în Comisia Națională a Bibliotecilor. Are peste 400 de titluri publicate în reviste științifice și culturale din țară și străinătate, numeroase contribuții în volume colective, traduceri din opere originale, referințe critice, iar de-a lungul timpului a primit diferite medalii, diplome și premii.

## Operă

### Studii de bibliologie
- Clasicismul în literatura română: contribuții bibliografice / lucr. elab. de I. Stoica și H. Zalis. București: Centrul de Documentare Universitară, 1969
- Accesul la informații. București, 1976
- Informare, cercetare, dezvoltare: repere teoretice și metodologice / Alexa Manea și Ion Stoica. București: Editura Științifică și Enciclopedica, 1977
- Alma mater librorum. București: Editura Didactică și Pedagogică, 1979
- Informație și cultură: sinteze, reflecții, atitudini. București: Editura Tehnică, 1997
- Interferențe biblioteconomice. Constanța: Ex Ponto, 1997
- Structuri și relații informaționale în dezvoltarea învatamântului și a cercetării românesti: o încercare de sinteză. București: Alternative, 1997
- Drepturile omului în pragul mileniului III: Carta Socială Europeană / Irina Moroianu Zlatescu, Ion Stoica. București: Institutul Român pentru Drepturile Omului, 1997
- Criza în structurile infodocumentare: sensuri și semnificații contemporane. Constanța: Ex Ponto, 2001, 2005
- Puterea cărții. Constanța: Ex Ponto, 2005
- Sensul schimbării în universul infodocumentar. Constanța: Ex-Ponto, 2009
- Scurtă introducere la o enciclopedie a informației. Constanța: Ex Ponto, 2010
- Numai cercetarea salvează. Constanța: Ex Ponto, 2013
- Educație și cultură în era digitală; Doina Banciu (coord.), Ion Stoica, Mireille-Carmen Radoi...Institutul Național de Cercetare-Dezvoltare în Informatică (Conferință). București: Editura Niculescu, 2015
- Bibliotecile în universul comunicării. Opinii. Ipoteze. Certitudini. Cluj-Napoca: Ecou Transilvan, 2016[4]

### Romane și memorialistică
- Să nu stingem stelele ...București: Editura Politică, 1987
- Facultatea de fluturi. Cluj-Napoca: Dacia XXI, 2011; reedit. Cluj-Napoca: Ecou Transilvan, 2013
- Scriitorul. Cluj-Napoca: Editura Ecou Transilvan, 2013
- Sus, în deal la Cotroceni. Cluj-Napoca: Editura Ecou Transilvan, 2015
- Viola. Cluj-Napoca: Ecou Transilvan, 2017
- Dincolo de ieri: chipuri și rostiri. Cluj-Napoca: Editura Ecou Transilvan, 2018
- Alege-l pe 7!. Cluj-Napoca: Ecou Transilvan, 2012
- Acasă, toamna. Cluj-Napoca: Ecou Transilvan, 2014
- Absolut. Cluj-Napoca: Ecou Transilvan, 2019

### Poezii
- A doua viață. București: Editura Didactica și Pedagogică, 1996
- Casa de vînt. București: Editura Eminescu, 1981
- Porțile clipei. București: Albatros, 1982; reedit. Bocșa: Biblioteca "Tata Oancea", [2006]; ediția (Gates of the Moment), traducere de Brenda Walker și Andreea Deletant, Londra-Boston, 1984;
- Pași peste ierburi. București: Editura Eminescu, 1984
- Dincolo de cercuri. București: Albatros, 1986; reedit. Bocșa: Biblioteca "Tata Oancea", [2006]
- Periplu rotund. București: Editura Eminescu, 1988; reedit. Cluj-Napoca: Editura Dacia XXI, 2011
- As I came to London one midsummer's day...; transl by Brenda Walker. London: Forest Books, 1990
- Vorbind cu tine. București: Editura Grai și Suflet-Cultura Națională, 1995
- Nevoia de semne. București: Grai și Suflet-Cultura Națională, 1997
- Maree pe lună. București: Editura Grai și Suflet-Cultura Națională, 2000
- În drum spre castel. Constanța: Ex Ponto, 2002
- Umbra umbrei. Cluj-Napoca: Ecou Transilvan, 2005
- Faust XXI. Constanța: Ex Ponto, 2007
- Convorbire cu Aristotel. Cluj-Napoca: Ecou Transilvan, 2014
- Călătorie galactică. Cluj-Napoca: Ecou Transilvan, 2015
- Incertitudini. Cluj-Napoca: Editura Ecou Transilvan, 2016
- Labirint. Cluj-Napoca: Editura Ecou Transilvan, 2017
- Frica de sine. Cluj-Napoca: Editura Ecou Transilvan, 2018
- Poate cândva.... Cluj-Napoca: Editura Ecou Transilvan, 2019

## Premii
- Membru al Uniunii Scriitorilor din România - 1984
- Premiul Les Palmes Academiques, din partea Republicii Franceze -1988
- Ordinul Serviciul Credincios în rang de Cavaler - 2001
- Premiul I la Salonul Național de Poezie, Constanța – 2002
- Diploma de Excelență pentru opera omnia acordată de Ministerul Educației și Cercetării (2006)
- Cetățean de onoare al localității Amărăștii de Sus – 2011[5]